# فهد العبد اللطيف
فهد العبد اللطيف كاتب سعودي بدأ الكتابة عام 2006م وشارك في كتابة الجزء الأخير من مسلسل طاش ما طاش بدعم من  ناصر القصبي حيث قام بكتابة حلقة بعير كونج وحلقة السطو المسلح من إخراج سمير عارف كما قام بكتابة مسلسل 	
ألو مرحبا (مسلسل) الذي أخرجه سمير عارف وعرض على ام بي سي عام 2012–2013

## أعماله
- طاش ما طاش الجزء الثامن عشر 2011  حلقة بعير كونق وحلقة السطو المسلح
- ألو مرحبا (مسلسل)  2012 -2013  عرض على MBC
- المسلسل الكرتوني صرقعة 2014 عرض على قناة نادي الكرتون السعودي وقناة خرابيش في اليوتيوب
- فيلم انتحار (الفيلم مشارك في برنامج بعيون سعودية الذي عرض في شهر مايو 2015  على قناة mbc)
- شباب البومب (مسلسل) شارك في حلقه بالجزء الخامس (حلقة المخدرات) (عرض في شهر رمضان 2016 على قناة روتانا خليجية)
- هايبر لوب مسلسل كوميدي عرض على mbc عام 2019